# Poledne, 22. století
Poledne, 22. století (1962, Полдень, XXII век) je sbírka vědeckofantastických povídek ruských sovětských spisovatelů bratrů Strugackých. Vyšla v roce 1962, i když některé povídky byly vydávány v časopisech již od roku 1959. V povídkách je z mnoha pohledů vykreslen optimistický svět budoucnosti, postavený na komunistických ideálech. Postavami, které procházejí řadou povídek sbírky, jsou Jevgenij Slavin a Sergej Kondratěv.

## Svět Poledne
Názvem sbírky je označován i svět, v němž se odehrávají další romány a povídky stejné autorské dvojice. Jde o tzv. Svět Poledne (rusky Мир Полудня), tj. svět 22. století, kde lidstvo žije v ideální společnosti, v níž všichni lidé pracují na úkolech, jež je baví, je zajištěna hojnost všeho, lidé provádějí průzkum Země i Vesmíru. Lidstvo tohoto světa osidluje cizí planety, setkává se s cizími civilizacemi a pomáhá vývoji některých z nich. Další aspekty a stinné stránky tohoto světa jsou vykresleny až v pozdějších dílech, které nejsou obsahem základní sbírky.

## Seznam povídek ve sbírce
Povídky jsou rozděleny do čtyř tematických kapitol:
- Téměř ti samí:
  - Noc na Marsu (1960, Ночь на Марсе) – Dva lékaři jedou ze základny na biologickou stanici, kde se má manželům Slavinovým narodit první dítě na Marsu. Když se jim jejich vozidlo propadne do písku, musí jít ještě pět hodin pěšky, z toho čtyři hodiny v noci, kdy hrozí různá nebezpečí. Dítě se nakonec narodí v pořádku, je to chlapec a dostane jméno Jevgenij.
  - Téměř ti samí (1960, Почти такие же) – Sergej Kondratěv studuje na Vysoké škole kosmogace.
- Návrat:
  - Dědové (1961, Перестарок) - Po sto letech (roku 2119) se záhadně objeví fotonový planetolet Tajmyr, který všichni považují za dávno ztracený a z jehož posádky se vrací jen Kondratěv a Slavin.
  - Spiklenci (1962, Злоумышленники) – Školáci Gennadij Komov, Pavel Gnědych, Alexandr Kostylin a Michail Sidorov plánují svou budoucnost mezihvězdných letců.
  - Zpravodajství (1961, Хроника) – Vědecká zpráva o zmizení fotonového planetoletu Tajmyr, který měl za úkol dosáhnout rychlosti světla.
  - Dva z Tajmyru (1961, Двое с Таймыра) – Kondratěv a Slavin se zotavují ze svých zranění, které utrpěli na Tajmyru, dozví se, že planetolet zřejmě při dosažení rychlosti světla nečekaně provedl skok hyperprostorem a že přistáli na velmi nebezpečné Planetě modrých písků. Také se oba začínají seznamovat se Zemí jejich budoucnosti, do které se vrátili.
  - Plynoucí cesty (1961, Самодвижущиеся дороги) – Kondratěv se seznamuje se životem na Zemi prostřednictvím cestování po systému globálních pohyblivých pozemních komunikací.
  - Návrat (1961, Возвращение) – Kondratěv se seznámí s proslulým vědcem Leonidem Andrejevičem Gorbovským a rozhodne se vzít práci oceánografa.
- Dokonalá planeta:
  - Trápení (1962, Томление духа) – Pavel Gnědych a Alexandr Kostylin se znovu setkají po mnoha letech. Z Michaila Sidorova se mezitím stal biolog, z Gennadije Komova vesmírný letec a progresor. Kostylyn pracuje v zemědělské genetické laboratoři na chovatelské farmě a Gnědych vystřídal již čtyři profese, ale u žádné nezůstal. Přijímá proto nabídku Kostylyna pracovat s ním.
  - Výsadkáři (1962, Десантники) – Leonid Gorbovskij společně s Michailem Sidorovem a atmosférickým fyzikem Rju Vasedou zkoumají satelity planety Vladislava, které jsou stejně jako marsovské měsíce Phobos a Deimos umělého mimozemského původu. Vladislava je první planeta mimo Sluneční soustavu, na které byly nalezeny stopy po Poutnících, tajemné supercivilizaci, která pravděpodobně provádí progresorství na lidstvu.
  - Hloubkový průzkum (1960, Глубокий поиск) – Kondratěv a oceánografka Akiko svádějí boj s obří krakaticí.
  - Záhada zadní nohy (1961, Загадка задней ноги) – Jevgenij Slavin pracuje jako novinář a při tom se seznámí s projektem SRI, jehož jádrem je superpočítač nazývaný Sběrač rozptýlených informací, který vyhledává, třídí a porovnává stopy jakýchkoli událostí a jevů rozptýlených v prostoru a času a přeměňuje je v běžné informační tvary (například obrazové), které poskytují informace o minulosti a současnosti a na tomto základě předpovídá i určité budoucí jevy. Díky své obrovské kapacitě se používá také k řešení různých fyzikálních a dokonce i psychických problémů.
  - Svíčky před pultem (1961, Свечи перед пультом) – Akiko, nyní již Kondratěvovoa žena, chce navštívit svého otce, akademika océnografa Okadu, který utrpěl těžká zranění při podmořské nehodě. Zjistí, že doktor Valerij Kasparo se snaží zaznamenat identitu Okady na elektronická média. Proces označovaný jako Velké kódování vyžaduje plné vypnutí všech energetických zařízení s výjimkou těch, které se používají pro kódování, proto si vědci svítí pochodněmi a svíčkami. Pokus vyšel na 98 procent, protože Okado zemřel na následky svých zranění dříve, než bylo kódování zcela dokončeno. Jeho identita byla uchována ve dvaceti tisících speciálních kontejnerech s biomasou uložených ve dvaceti nízkých budovách s třicetimetrovým průčelím, které ovšem měly ještě šest pater v podzemí. Bude se proto muset uvažovat o efektivnějším kódování, ale i tak byl pokus úspěšný.
  - Přírodověda ve světě duchů (1962, Естествознание в мире духов) – V Ústavu vesmírné fyziky používají pro výzkum vzájemně se prolínajících prostorů tzv. readry, tj. lidi, kteří jsou obdivuhodně citliví na psychodynamické vyzařování lidského mozku, dokáží se mimosmyslově dorozumívat i na velké vzdálenosti a jsou schopní vycítit spojové pole, které proniká z jednoho prostoru do prostoru sousedního.
  - O poutnících a cestovatelích (1962, О странствующих и путешествующих) – Gorbovskij diskutuje o tajemstvích Vesmíru a filozofii jeho průzkumu.
  - Dokonalá planeta (1961, Благоустроенная планета) – Rju Vaseda, Gennadij Komov a další zkoumají planetu Leonida a přitom udělají první krátký kontakt s tamější humanoidní rasou vyznávající biotechnologický rozvoj.
- Jací budete:
  - Porážka (1959, Поражение) – Michail Sidorov provádí na odlehlém kurilském ostrově zkoušku prototypu automatického kolonizátora nebezpečných planet, který připraví vše potřebné pro příchod lidí. Prototyp je zničen, když narazí na dvě stě let starou vojenskou nálož.
  - Setkání (1961, Свидание) – Pavel Gnědych a Alexandr Kostylin se opět potkávají po dlouhé době, protože z Gnědycha se stal lovec mimozemských zvířat. Gnědych má mnoho ulovených trofejí, stále však lituje, že nechtěně usmrtil na Crooxově planetě mimozemského tvora, který mohl být inteligentní.
  - Jací budete (1961, Какими вы будете) – Kondratěv, Slavin a Gorbovskij zkoumají planetu Tagora. Diskutují o pokroku a stagnaci ve vývoji lidstva a Gorbovskij vypráví fantastický příběh o svém setkání s návštěvníkem z budoucnosti.

V české vydání chybí povídka Kouzelný ubrus (1959, Скатерть-самобранка), která byla obsažena v prvním vydání sbírky, ale ve vydání z roku 1975 byla vynechána. Povídka nám líčí, jak se Slavin snaží přizpůsobit domácí technice budoucnosti.

## Česká vydání
- Poledne, 22. století, Práce, Praha 1980, přeložil Josef Týč.